# Предварительно напряжённый железобетон

Диаграмма преднапряжения

Предварительно напряжённый железобетон (преднапряжённый железобетон, струнобетон) — это строительный материал, предназначенный для преодоления неспособности бетона сопротивляться значительным растягивающим напряжениям. Конструкции из преднапряженного железобетона по сравнению с ненапряженным имеют значительно меньшие прогибы и повышенную трещиностойкость, обладая одинаковой прочностью, что позволяет перекрывать бо́льшие пролёты при равном сечении элемента.
При изготовлении железобетона прокладывается арматура из стали с высокой прочностью на растяжение, затем сталь натягивается специальным устройством и укладывается бетонная смесь. После схватывания сила предварительного натяжения освобождённой стальной проволоки или троса передаётся окружающему бетону, так что он оказывается сжатым. Такое создание напряжений сжатия позволяет частично или полностью устранить растягивающие напряжения от эксплуатационной нагрузки.
Способы натяжения арматуры:

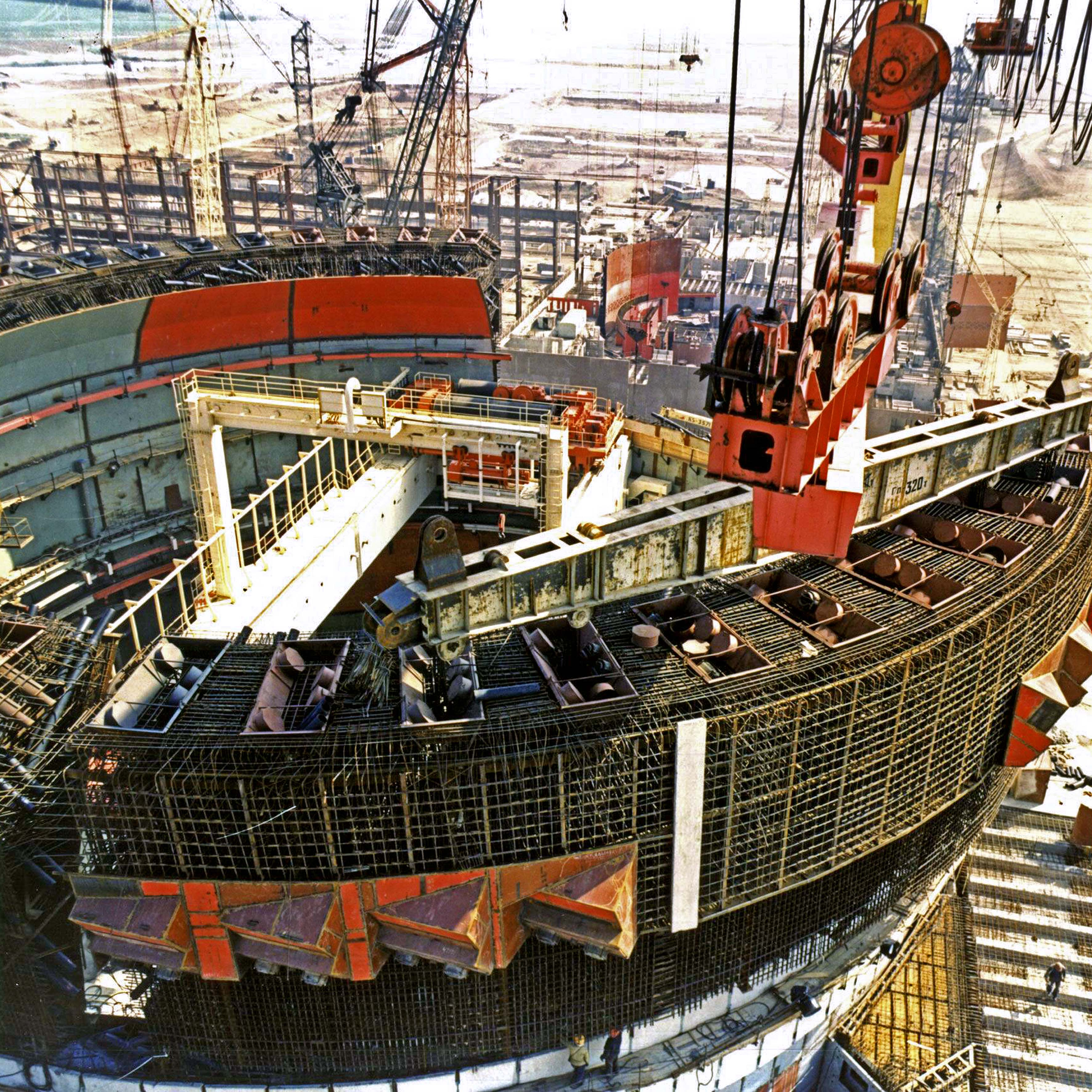
Возведение гермооболочки Балаковской АЭС. Хорошо видны чехлы для укладки тросов, создающих предварительное напряжение

- механический способ — натяжение, как правило, с использованием гидравлических или винтовых домкратов[2];
- электротермический способ натяжения — натяжение с использованием электротока для разогрева арматуры, при котором арматура удлиняется до определенных значений[3];
- электротермомеханический — способ, комбинирующий механический и электротермический.

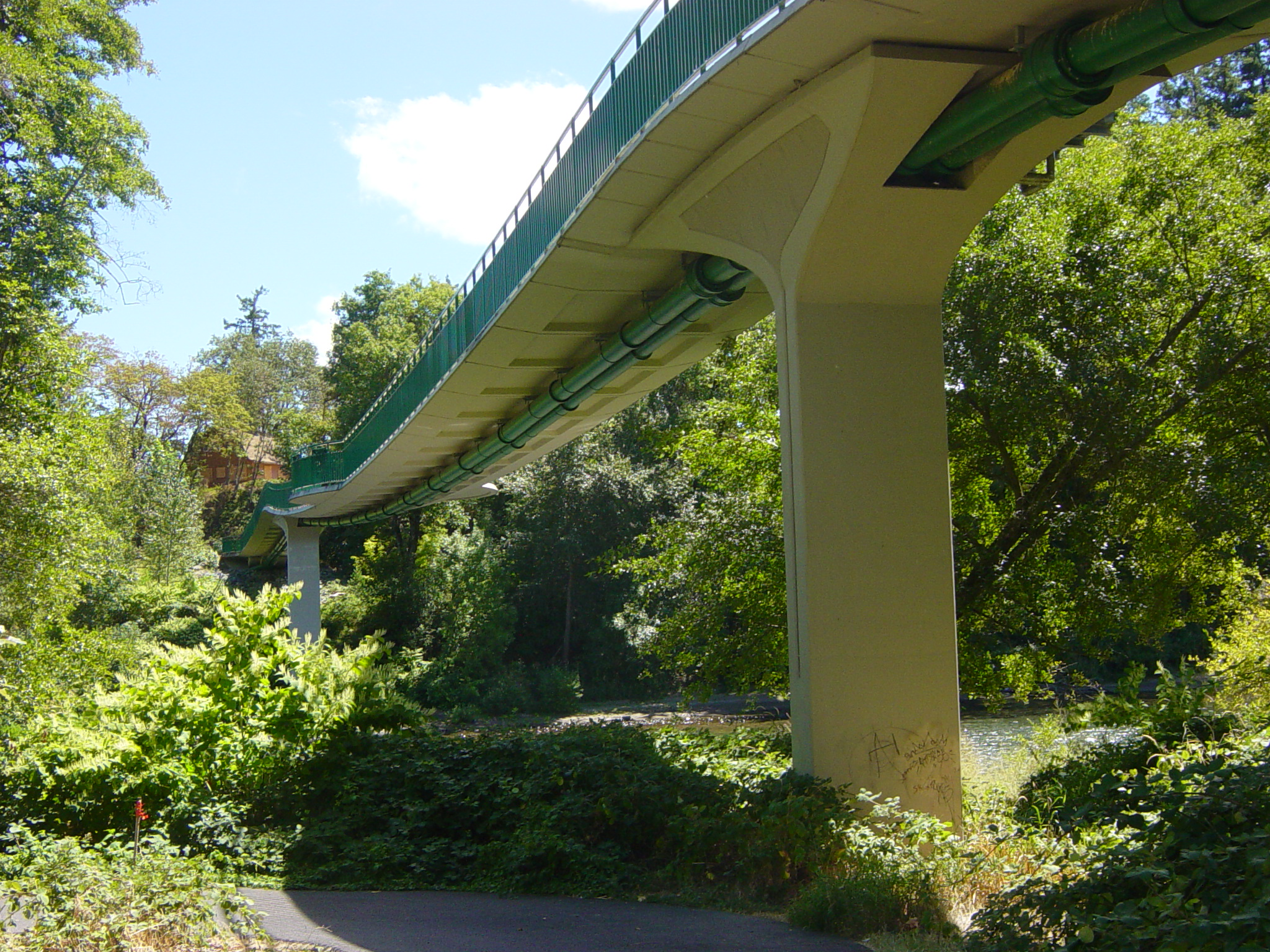
Преднапряжённый железобетонный мост в ботаническом саду в городе Грантс-Пасс, Орегон, США

По виду технологии устройства подразделяется на:
- натяжение на упоры (до укладки бетона в опалубку);
- натяжение на бетон (после укладки и набора прочности бетона).

Чаще второй метод применяется при строительстве мостов с большими пролётами, где один пролёт изготавливается в несколько этапов (захваток). Материал из стали (трос или арматура) укладывается в форму для бетонирования в каналообразователи (гофрированная тонкостенная металлическая или пластиковая труба). После изготовления монолитной конструкции трос (арматуру) специальными механизмами (домкратами) натягивают до определённой степени. После этого в каналообразователь с тросом (арматурой) закачивается жидкий цементный (бетонный) раствор. Таким образом обеспечивается прочное соединение сегментов пролёта моста.
В то время как натяжение на упоры подразумевает только прямолинейную форму натянутой арматуры, важной отличительной особенностью натяжения на бетон является возможность натяжения арматуры сложной формы, что повышает эффективность армирования. Например, в мостах арматурные элементы поднимаются внутри несущих железобетонных балок на участках над опорами-«быками», что позволяет более эффективно использовать их натяжение для предотвращения прогиба.
У истоков создания предварительно напряжённого железобетона стояли Эжен Фрейсине (Франция) и Виктор Васильевич Михайлов (СССР).
Предварительно напряжённый железобетон является главным материалом междуэтажных перекрытий высотных зданий и защитных гермооболочек ядерных реакторов, а также колонн и стен зданий в зонах повышенной сейсмо- и взрывоопасности.
Из блоков предварительно напряжённого железобетона сделана скульптура «Родина-мать» в Волгограде.